# Idé
|  | Wiktionary har en ordboksartikel om idé. |

För andra betydelser, se IDE.
En idé är en "(plötsligt uppkommande) tanke som ger en första överblick eller utgångspunkt över visst område eller för visst resonemang et cetera; ofta med tonvikt på det nya eller originella."